# Dammarie-sur-Saulx
Dammarie-sur-Saulx is een gemeente in het Franse departement Meuse (regio Grand Est) en telt 401 inwoners (2004).
De gemeente maakt deel uit van het kanton Ligny-en-Barrois in het arrondissement Bar-le-Duc. Voor maart 2015 was het deel van het kanton Montiers-sur-Saulx, dat toen werd opgeheven.

## Geografie
De oppervlakte van Dammarie-sur-Saulx bedraagt 11,4 km², de bevolkingsdichtheid is 35,2 inwoners per km².

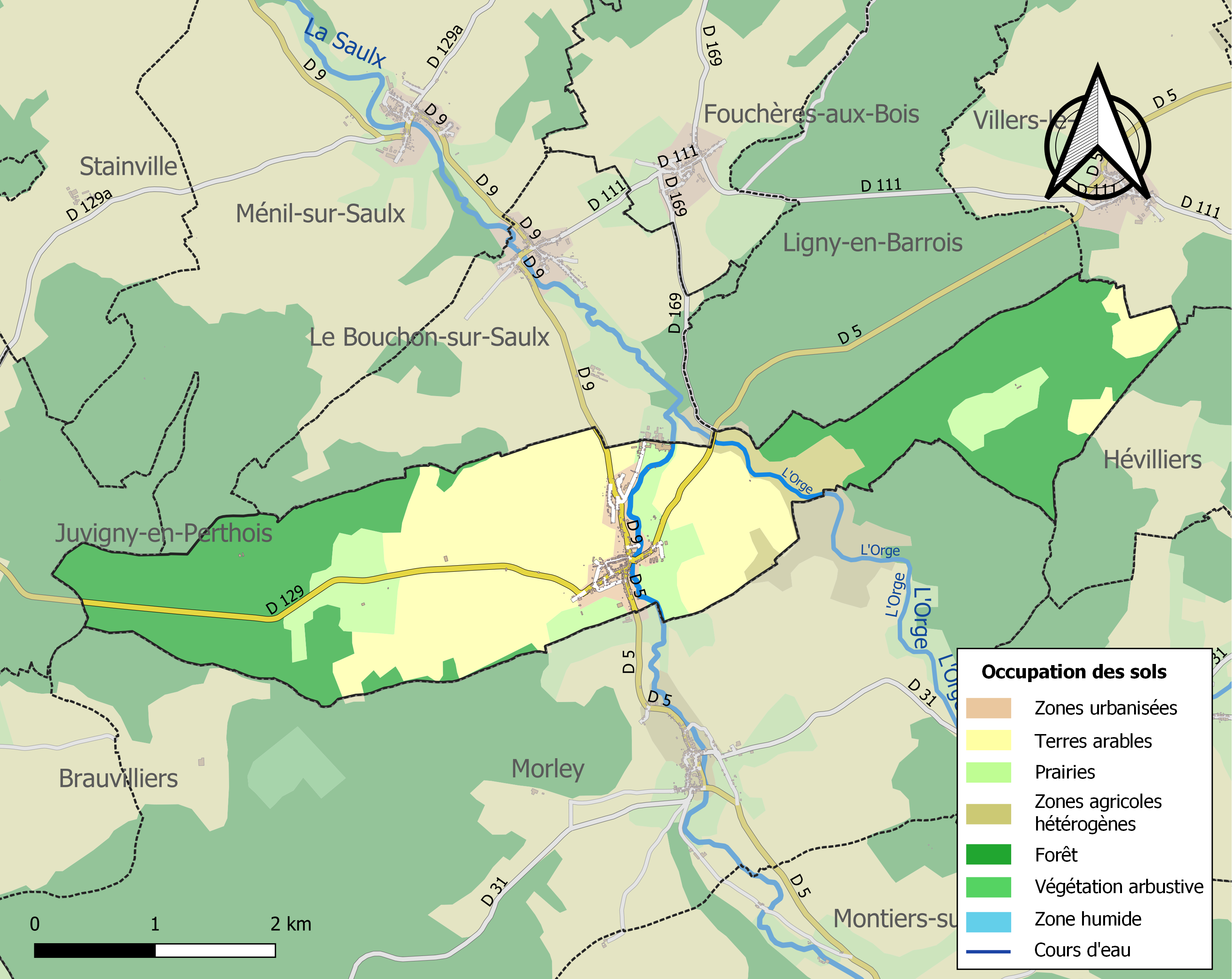
Kaart van de gemeente met de belangrijkste infrastructuur,bodemgebruik en omliggende gemeenten

## Demografie
Onderstaande figuur toont het verloop van het inwonertal (bron: INSEE-tellingen).